# Desert
Un desert és una regió terrestre erma que rep una precipitació molt escassa i, per tant, és poc propícia a la vida animal i vegetal. La seva falta de cobertura vegetal fa que el sòl en sigui particularment susceptible a la denudació. Les zones àrides i semiàrides ocupen si fa no fa una tercera part de la superfície terrestre del planeta, incloent-hi bona part de les regions polars, que no reben gaire precipitació i que de vegades es coneixen com a deserts polars o «deserts freds».
Es caracteritza per l'alta oscil·lació tèrmica entre el dia i la nit (hi arriba a haver variacions de fins a 50 °C), la gran incidència de raigs solars, l'absència de vegetació i la falta de precipitacions (prenent com a referència que no superin els 250 mil·límetres l'any). Una altra definició possible és la d'aquelles àrees on es perd més aigua per evapotranspiració que la que cau per precipitació.
Alternativament, també es defineix desert com un lloc despoblat, no habitat per humans ni gairebé per cap mena d'ésser viu. Segons aquesta definició, també són deserts altres climes més freds com l'Àrtida o la tundra. Usualment, però, a aquestes zones hi viuen poblacions nòmades i itinerants com els beduïns.

## Etimologia
La paraula catalana desert, com també les seves familiars llengües romàniques (com la italiana deserto, la francesa désert o l'espanyola desierto) o l'anglesa desert, prové del mot llatí dēsertum (originàriament ‘lloc abandonat’), participi de dēserere, ‘abandonar’. La correlació entre l'aridesa i la manca de població és complexa i pot variar en funció de la cultura. Tot i que avui dia usem el mot desert per fer referència a un paisatge àrid, també s'usa per fer referència a un lloc deshabitat, com quan es parla d'una illa deserta.

## Geografia

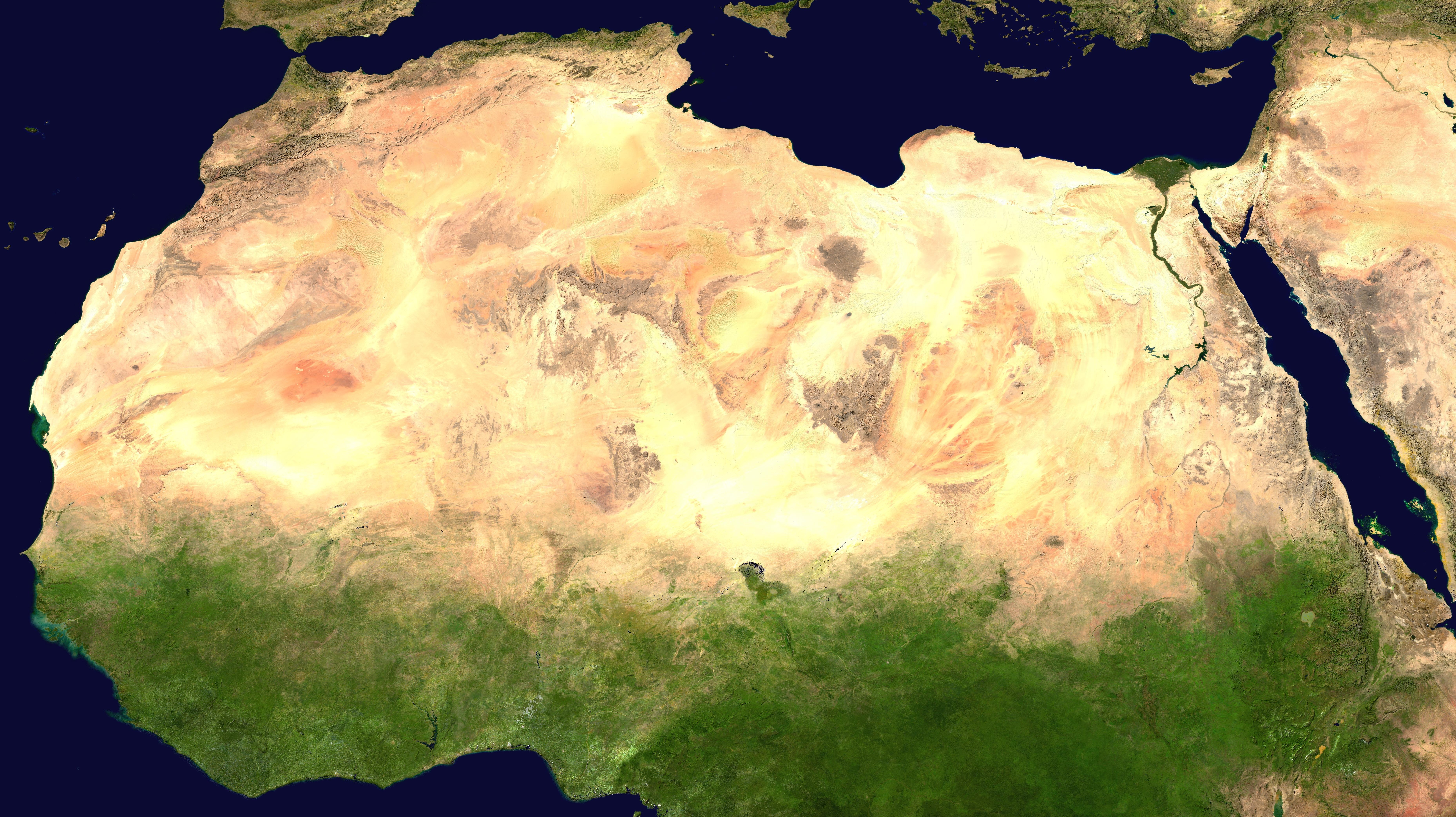
Imatge de satèl·lit del desert del Sàhara.

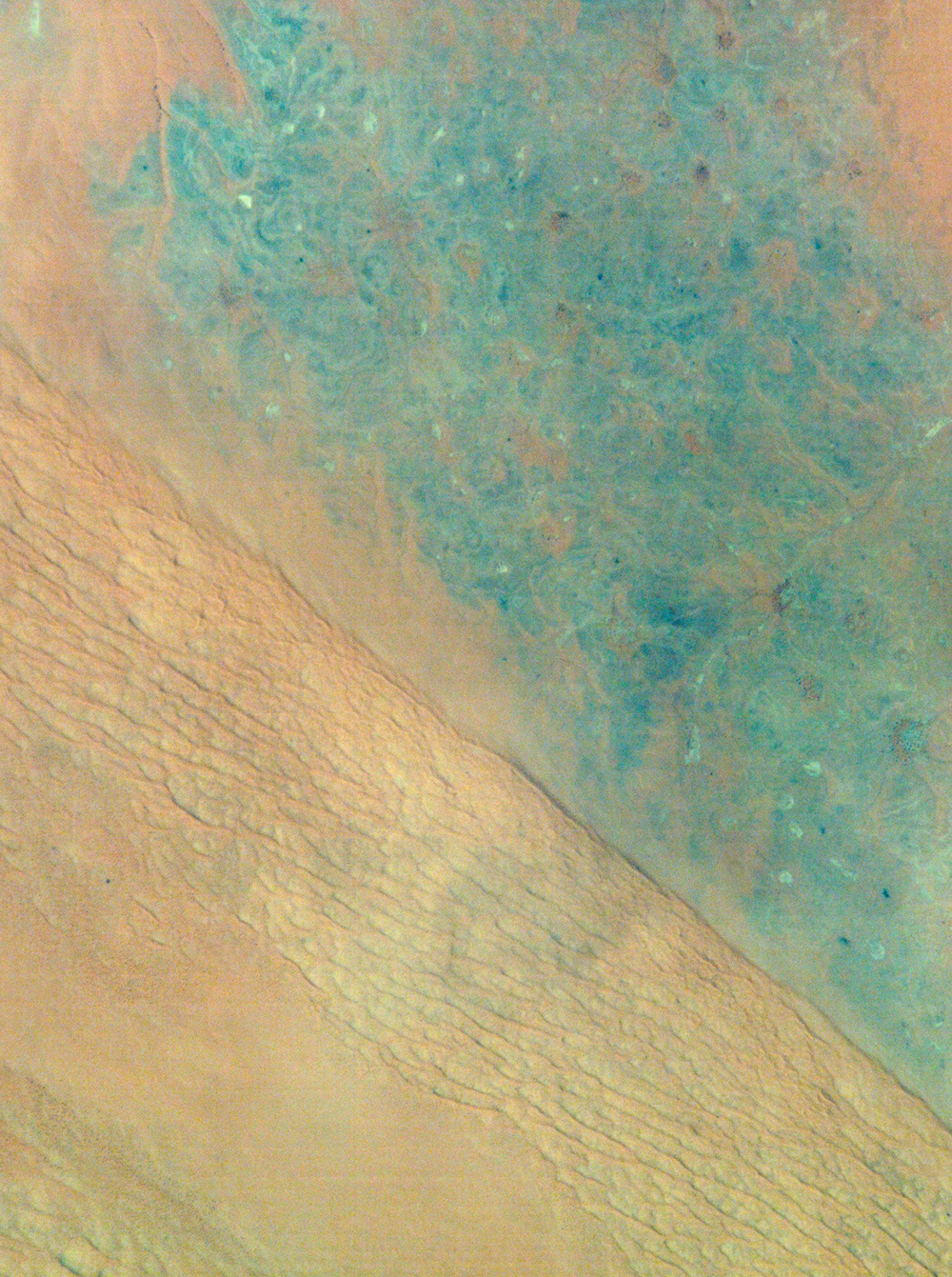
Vista de satèl·lit del desert d'Al-Dahna a Aràbia Saudita on es pot observar la formació de desposicions.

Els deserts ocupen una cinquena part de la superfície terrestre. Els deserts càlids normalment tenen grans variacions de temperatura durant el dia, amb temperatures molt altes durant les hores solars i molt baixes durant la nit (a causa de la baixa humitat). Durant el dia les temperatures poden assolir valors de 45 °C o superiors, mentre que a la nit poden ser de 0 °C o inferiors a l'hivern. L'aigua actua com a parany que reté la radiació entre el Sol i la Terra, i el sec desert es veu incapaç de bloquejar la llum solar durant el dia i retenir la calor atrapada a la nit. Així la llum solar ràpidament arriba al terre durant el dia però de nit també la radia ràpidament a cap a l'atmosfera terrestre. Les zones urbanes que hi ha als deserts tenen variacions diàries de temperatura més petites, uns 14 °C, en part a causa de l'efecte del microclima urbà.
Molts deserts es formen en zones d'ombra orogràfica, les muntanyes bloquegen el camí de la precipitació vers el desert, que se situa en el costat de sotavent de les muntanyes. Els deserts sovint estan formats per sorra i superfícies rocoses. La sorra sovint forma dunes. Els terrenys de roques o pedres sovint reben la dominació de paviment desèrtic o localment d'hamada, un mot d'origen àrab (حمادة o همادة, hammāda). Aquest tipus de terrenys produeixen un mínim desenvolupament de sòls i la vegetació és escassa. Les terres baixes poden ser molt salines. Els processos eòlics són un factor clau en la formació del paisatge. El desert càlid més gran del món és el desert del Sàhara.
Els deserts polars, de vegades anomenats deserts freds, tenen característiques similars, excepte que la principal forma de precipitació és la neu en comptes de la pluja. En lloc de sorra o roca, el sòl està cobert de gel. L'Antàrtida és el major desert fred i està format en un 98 per cent de gel i només un 2 per cent de roca. Algunes zones rocoses que es troben en les anomenades Valls Seques de l'Antàrtida, on gairebé mai neva, tenen incrustats llacs salats glaçats que suggereixen una evaporació molt més gran causada per forts vents catabàtic que fins i tot evaporen el gel.
Els deserts poden contenir valuosos dipòsits minerals que es van formar en l'ambient àrid, o van es van dipositar per erosió. A causa de la sequedat dels deserts, són llocs ideals per a preservació d'artefactes i fòssils.

## Tipus de desert

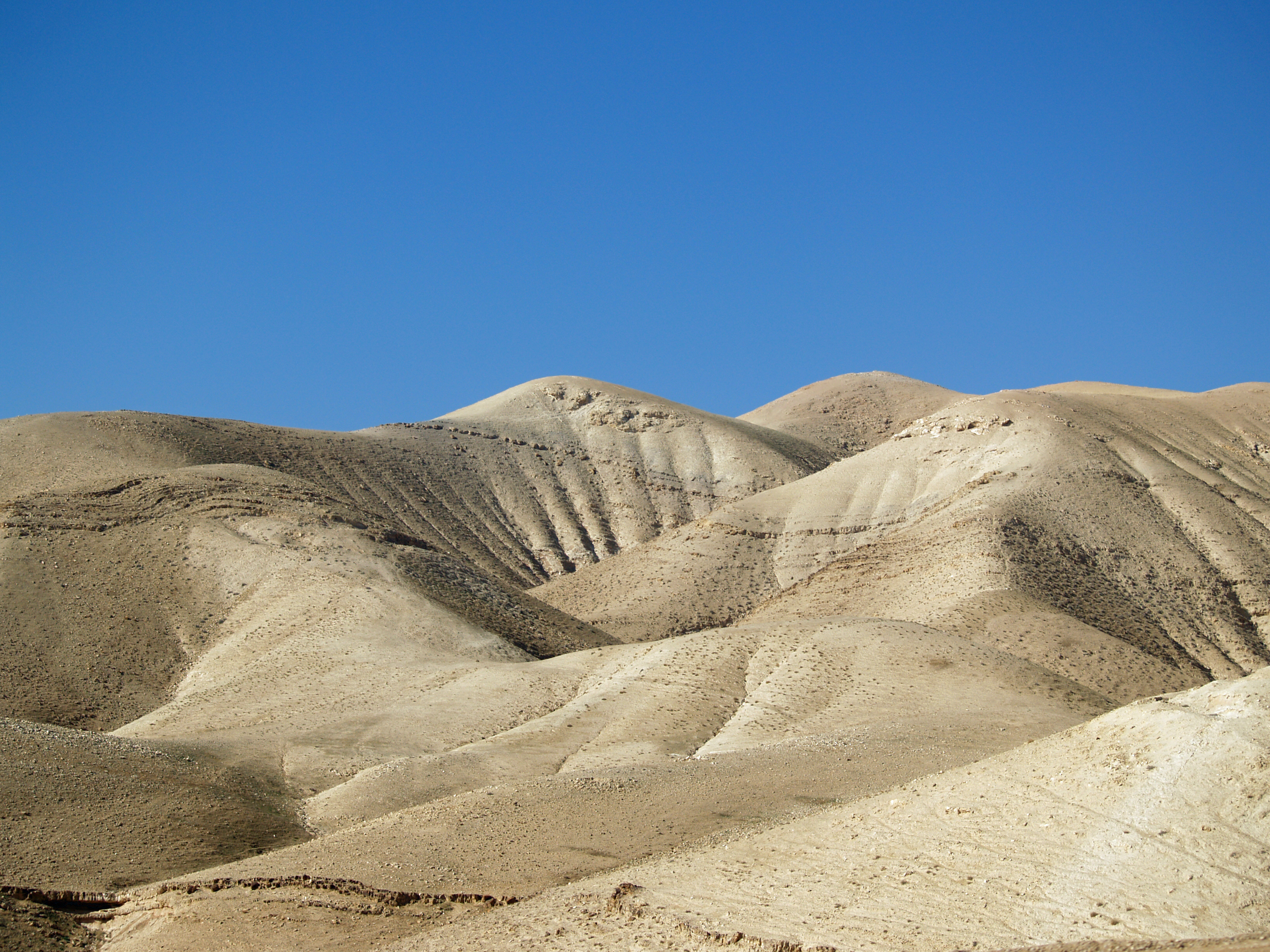
Cims desèrtics a Judea.

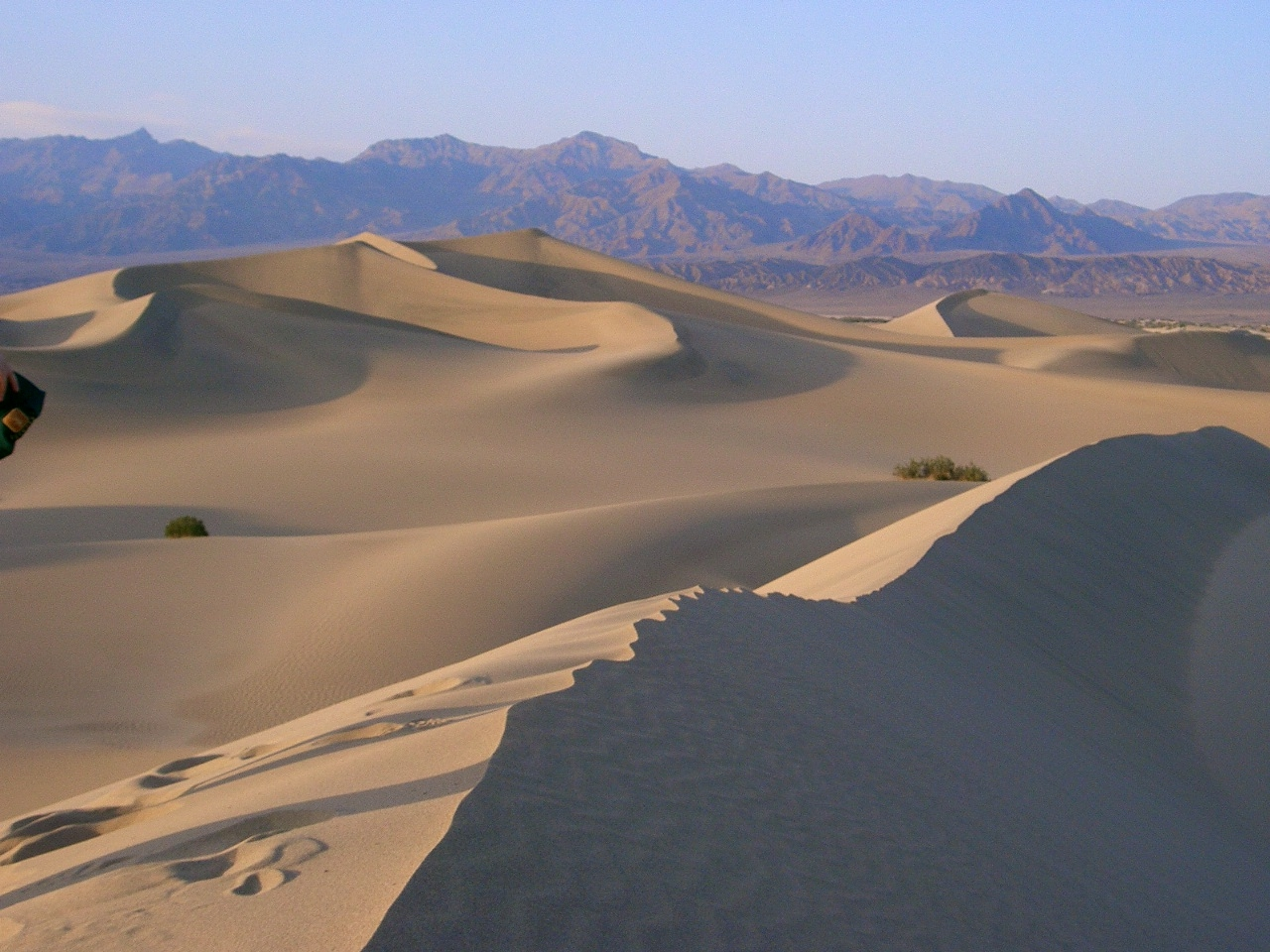
Paisatge desèrtic al Death Valley (Estats Units).

La majoria de les classificacions dels deserts es basen en una combinació de factors com el nombre de dies de pluja per any, la temperatura, la humitat i d'altres. El 1953, Peveril Meigs va dividir les regions desèrtiques de la Terra en tres categories, d'acord amb el total de pluja que reben. Per aquest sistema, avui àmpliament acceptat, els terrenys extremadament àrids són els quals tenen almenys 12 mesos consecutius sense pluja; els terrenys àrids tenen menys de 250 mil·límetres de pluja anual, i els terrenys semiàrids tenen una mitjana de precipitació anual entre 250 i 500 mil·límetres. Els terrenys àrids i extremadament àrids són els que normalment anomenem deserts, mentre que els terrenys semiàrids, cobertes de gramínies, generalment reben la denominació d'estepes.
No obstant això, la quantitat de precipitació per si sola no proporciona una descripció exacta del que és un desert. Per exemple: la ciutat de Phoenix, a Arizona, rep menys de 250 mm de pluja a l'any, i la hi classifica immediatament com situada en un desert. No obstant això, algunes regions gèlides d'Alaska o de l'Antàrtida també reben menys de 250 mm de pluja per any, no obstant això per a la percepció vulgar no són desèrtiques (tot i que també són qualificades de deserts freds).
Les diferències de criteris resideixen en el fenomen anomenat evapotranspiració. L'evapotranspiració és la combinació de pèrdua d'aigua per evaporació atmosfèrica de l'aigua del sòl, juntament amb la pèrdua d'aigua també en forma de vapor, a través dels processos vitals de les plantes. El potencial d'evapotranspiració és, per tant, la quantitat d'aigua que s'evapora en una regió donada. La ciutat de Tucson, a Arizona, rep uns 300 mm anuals de pluja, però poden evaporar-se uns 2.500 mm d'aigua en el període d'un any. En altres paraules significa que gairebé podria evaporar-se 8 vegades més aigua de la regió de la que normalment cau. Les taxes d'evapotranspiració a les regions d'Alaska són bastant inferiors; per tant, encara rebent precipitacions mínimes, aquestes regions específiques disten molt de la definició bàsica d'un desert: un lloc on l'evaporació supera el total de la precipitació pluviomètrica.
Existeixen diferents formes de deserts. Els deserts freds poden estar coberts de neu; aquests llocs no reben molta pluja, la qual cau roman congelada en forma de neu compacta. Aquestes àrees s'anomenen comunament tundra, quan en elles existeix una curta estació amb temperatures per sobre de zero graus Celsius i floreix una mica de vegetació en aquest període; o camps de gel, si la temperatura roman sota el punt de congelació durant tot l'any, deixant el sòl pràcticament sense formes de vida.
La majoria dels deserts no polars solen ser molt càlids durant el dia i molt freds durant la nit, ja que la manca de l'efecte moderador que produeix l'aigua. En algunes parts del món, els deserts sorgeixen per l'efecte anomenat ombra orogràfica (en anglès rain shadow) a causa de l'existència de barreres a la pluja, quan les masses d'aire descarreguen la major part de la seva humitat sobre una serralada. Altres àrees són àrides perquè són molt distants de fonts d'humitat.
Els deserts es poden classificar, per la seva localització geogràfica i patró climàtic predominant en:

### Deserts en regions de vents alisis

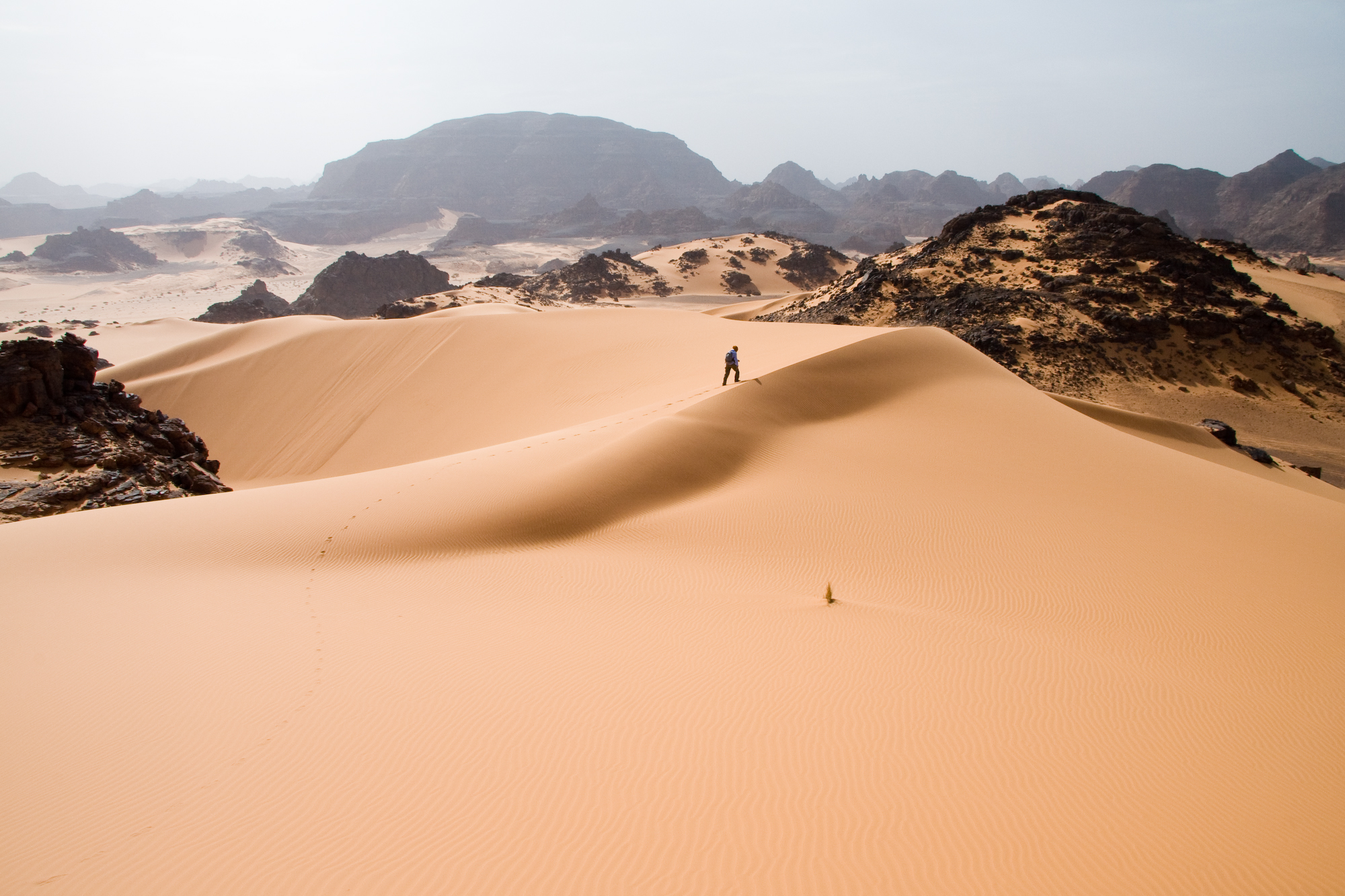
Desert de Tadrart Acacus a Líbia occidental, part del Sàhara.

Els vents alisis es produeixen en dues franges del globus dividides per la Línia de l'Equador, i es formen per l'escalfament de l'aire en la regió equatorial. Aquests vents secs dissipen la cobertura de núvols, permetent que s'escalfi més el sòl per la llum del Sol. La majoria dels grans deserts de la Terra estan en regions creuades per vents alisis. El major desert del nostre planeta, el Sàhara, al nord d'Àfrica, que a vegades experimenta temperatures de més de 57 °C, és un desert d'aquest tipus.

### Deserts de latituds mitjanes
Els deserts de latituds mitjanes es localitzen entre els paral·lels 30° N i 50° N. i també en la mateixa franja a l'hemisferi sud, en zones subtropicals d'alta pressió atmosfèrica. Aquests deserts estan en conques de drenatge apartades dels oceans i tenen grans variacions de temperatures anuals. El desert de Sonora, en el sud-oest d'Amèrica del Nord és un típic desert de latitud mitjana. El desert de Tengger, a la Xina, és altre exemple.

### Deserts deguts a barreres a l'aire humit
Es formen a causa de grans barreres muntanyenques que impedeixen l'arribada de núvols humits a les àrees a sotavent (o sigui, protegides del vent, que porta la humitat). A mesura que l'aire puja per la muntanya, l'aigua es precipita i l'aire perd el seu contingut humit. Així, es forma un desert en el costat oposat. El desert de Judea a Israel i Palestina, i el de Cuyo a l'Argentina, són un exemple.

### Deserts costaners

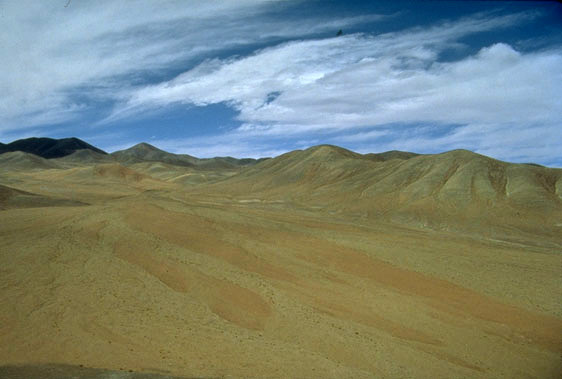
Desert d'Atacama, Xile, el desert més àrid del planeta.

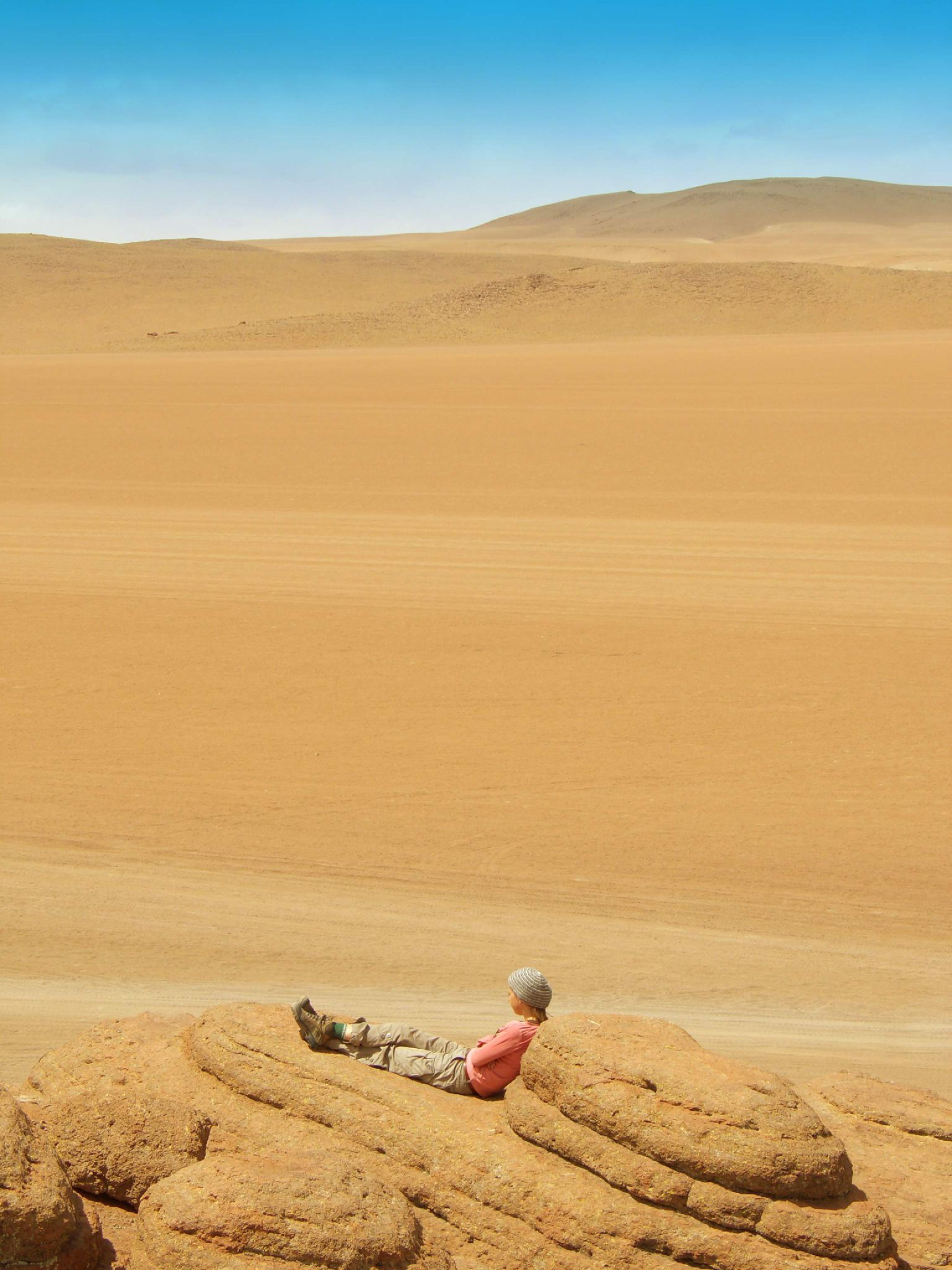
El Desert Siloli a Bolívia és una secció del Desert d'Atacama.

Els deserts costaners es localitzen generalment en les vores occidentals de continents pròxims als Tròpics de Càncer i Capricorn. Estan influïts per corrents oceànics costaners freds, que transcorren paral·lels a la costa. A causa dels sistemes de vent locals que dominen als vents alisis, aquests deserts són menys estables que els d'altres tipus. Durant l'hivern, la boira, produïda per corrents freds ascendents, cobreix sovint els deserts costaners amb un mantell blanc que bloqueja la radiació solar. Els deserts costaners són relativament complexos, car són el producte de sistemes terrestres, oceànics i atmosfèrics. Un desert costaner, el desert d'Atacama, a Xile, és el més sec de la Terra. En ell, una pluja possible de ser mesurada, és a dir, d'1 mm o més, pot tenir lloc una vegada cada 5, 20 o fins a cada 400 anys. Això es deu al fet que es troba el corrent marí fred de Humboldt (procedent de l'Antàrtida) amb el corrent marí càlid Equatorial Sud (procedent de l'equador). Al trobar-se ambdós, la humitat es condensa, plou a l'oceà i arriben poques precipitacions a la zona.

### Deserts del monsó

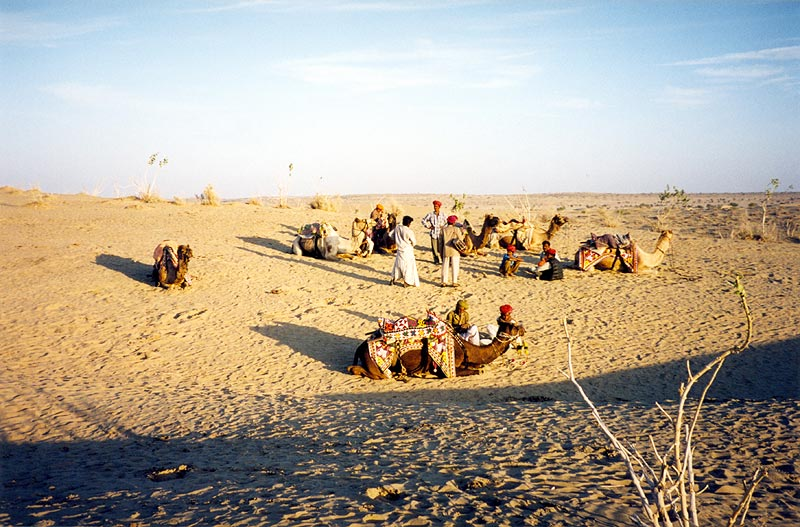
El desert de Thar proper a Jaisalmer, Índia.

El Monsó, derivat d'una paraula àrab que significa ‘estació [de l'any]’, es refereix a un sistema de vents que varien de direcció segons l'estació de l'any. Els monsons es desenvolupen en resposta a variacions de temperatura entre els continents i els oceans. Els vents alisis del sud de l'oceà Índic, per exemple, buiden les pluges a l'Índia quan arriben a la costa. El monsó creua l'Índia de sud-est a nord-oest i xoca contra les elevades muntanyes de l'Himàlaia perdent la seva humitat en fortes pluges i nevades fins al punt que en el costat oriental de la cadena muntanyenca Aravalli el vent ja és sec. Els deserts del Rajastan i Cholistan al nord-oest de l'Índia, i el desert de Thar entre Pakistan i l'Índia, són part d'una regió de desert de monsó a l'oest de la cadena muntanyenca.

### Deserts freds
Els deserts freds són àrees amb una precipitació anual 100-200 mm i una temperatura mitjana del mes més càlid de l'any inferior a 10 °C. Els deserts freds del planeta cobreixen gairebé 90 milions de quilòmetres quadrats i són principalment jaços de roca o planes de grava. Les dunes de sorra no són típiques d'aquests deserts, no obstant això les dunes de neu es formen comunament en àrees on la precipitació local és més abundant. Els canvis de temperatura en els deserts polars sovint sobrepassen el punt de congelació de l'aigua. Aquesta alternança gel-desglaç deixa marques característiques al sòl, que arriben a mig metre de diàmetre. Un exemples de deserts freds són el de Gobi a Mongòlia i Xina, el del Tibet, el de la Gran Conca Nevada i el de la Puna i el Desert Altandí.

### Deserts polars

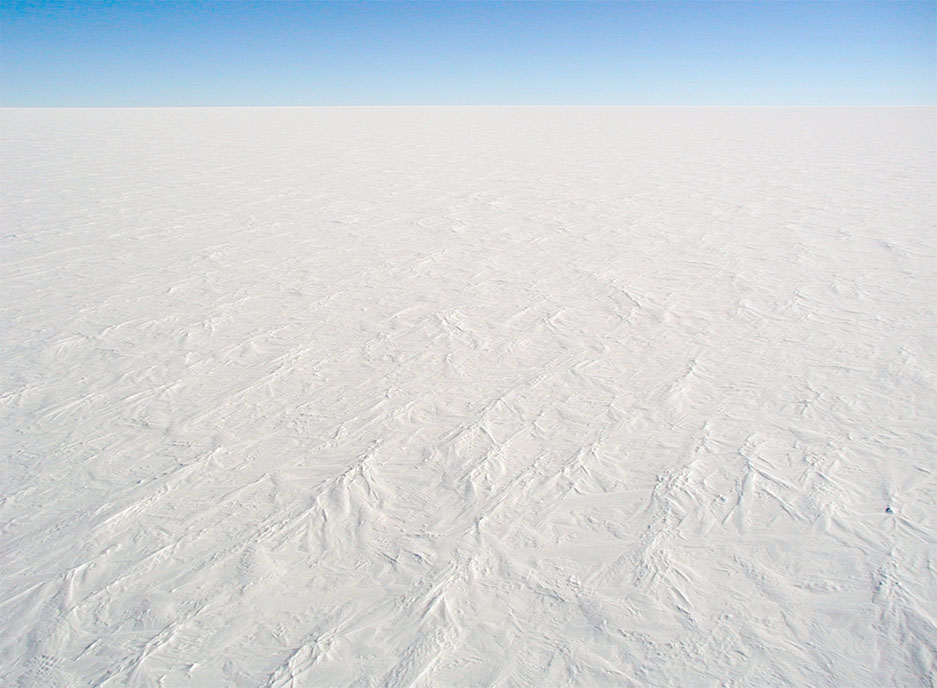
Superfície de neu a l'estació Dome C a l'Antàrtida.

Els deserts polars es caracteritzen per dos factors desertitzants: les altes pressions atmosfèriques (presència constant d'anticicló) i, especialment, el baix o nul índex de precipitacions anual, ja que en estar la temperatura constantment sota els 0 °C l'aigua es troba naturalment en estat sòlid (excepte rares excepcions). El major d'aquests deserts polars és també de neu i se situa en les àrees interiors de l'Antàrtida (malgrat això, la percepció usual és la que no es tracta d'un desert, ja que en tal regió l'aigua abunda, però en forma de gel, sense sustentar vida orgànica superior). Similar encara que menys extens és el desert correlatiu al nord del centre de Groenlàndia.

### Paleodeserts (deserts fòssils)
Les investigacions en mars de sorra (vastes regions de dunes) antics, canvis en conques pantanoses, anàlisis arqueològiques i de vegetació indiquen que les condicions climàtiques van canviar considerablement en grans àrees del planeta en un passat geològic recent. Durant els últims 12.500 anys, per exemple, parts d'alguns deserts ja eren molt àrides. Prop d'un 10% del terreny situat entre la latitud 30° N. i 30° S. està avui coberta per deserts. No obstant això, fa 18.000 anys, els deserts (que formaven dos immensos cinturons) ocupaven només un 50% d'aquesta àrea. Tal com ocorre avui, les selves tropicals i les sabanes ocupaven la zona entre aquestes dues franges. S'han trobat sediments fòssils de deserts de fins a 500 milions d'anys d'antiguitat en moltes parts del globus. Els patrons de sediments de dunes es van trobar en àrees que avui no són desèrtiques. Aquestes mateixes àrees reben avui entre 80 i 150 mm de pluja per any. Algunes antigues regions de dunes estan ocupades en l'actualitat per selves tropicals humides. Les muntanyes de sorra anomenades Sand Hills (en català Pujols de Sorra) són un camp de dunes inactiu de 57.000 km² al centre de Nebraska. El major mar de sorra de l'hemisferi occidental està avui estabilitzat per la vegetació, i rep prop de 500 mm de pluja per any. Les dunes de Sand Hills arriben als 120 m d'altura. El desert del Kalahari també és un paleodesert.

## Climes desèrtics
Els deserts estan distribuïts entre diferents zones:
- Zones semiàrides: amb una mitjana de precipitacions de 200 a 500 mm anuals. Solen estar situades a les vores dels deserts i sumen gairebé un 15% de la superfície de terra del planeta.
- Zones àrides: tenen precipitacions anuals d'entre 25 i 200 mm i sumen el 16% de la superfície de terra del planeta.
- Zones hiperàrides: són tan seques que de vegades no plou durant anys. Aquests sumen el 4% de la superfície terrestre.

## Fauna i flora

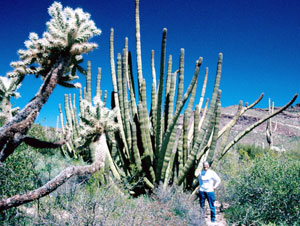
Stenocereus thurberi a Arizona.

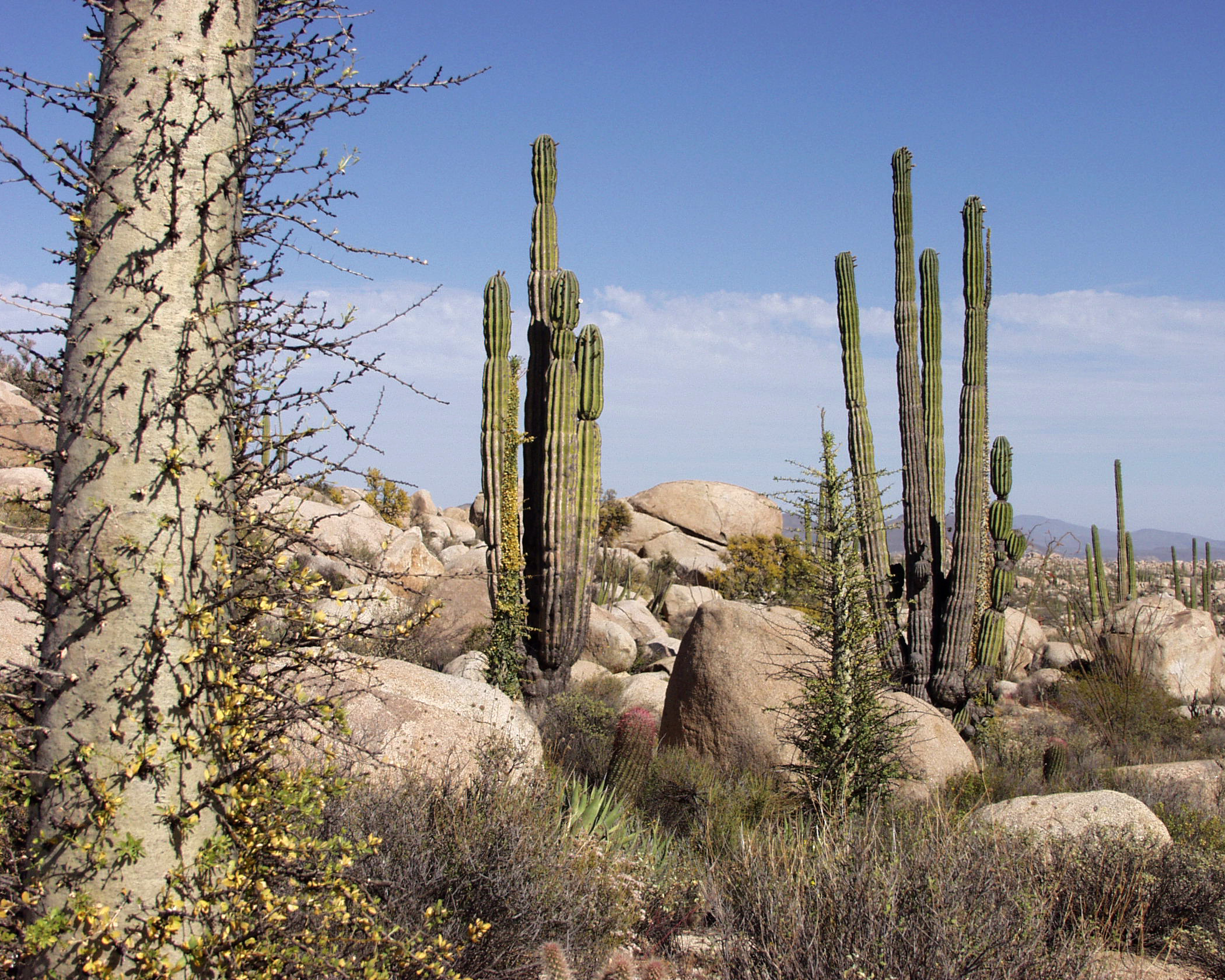
Flora a la Baixa Califòrnia, Mèxic.

Els deserts tenen la reputació de suportar molt poca vida, però en realitat tenen una alta biodiversitat, que inclou animals que romanen amagats durant les hores de llum solar per controlar la seva temperatura corporal o limitar les necessitats d'humitat. Entre la fauna es poden citar espècies com el camell (que pot perdre tres quartes parts del seu pes en aigua), la rata cangur, el coiot, la llebre, aranyes, mussols, esquirols, voltors, i diversos tipus de llargandaixos. Aquests animals estan adaptats a la vida del desert. Molts d'ells, així com les plantes, mostren una clara evolució a l'adaptació a la conservació de l'aigua o tolerància al calor. Un exemple ben estudiat és l'especialització dels ronyons dels mamífers que tenen les espècies que habiten el desert. Molts exemples d'evolució convergent han estat identificats entre els organismes del desert, inclosos exemples com entre els cactus i l'eufòrbia, la rata cangur i les jerboes, o entre els phrynosoma i els llangardaixos moloch horridus.
De la mateixa manera que li passa a la fauna, la biodiversitat de les plantes és més gran del que semblaria a primera vista. Els cactus són les plantes més característiques dels deserts, tot i que també podem trobar les palmeres. La flora també inclou arbustos com, l'opuntia (com els nopals), l'atriplex hymenelytra, i l'encelia farinosa. També es poden trobar plantes de la família del pèsol i el gira-sol. Els deserts freds tenen petites plantes o arbustos com a vegetació dominant. Les plantes que viuen a les zones desèrtiques són molt diverses però molt esparses (escasses en nombre i molt separades).
Les plantes es protegeixen dels animals en alguns casos amb les fulles modificades en forma d'espines, que també serveixen per disminuir la pèrdua d'humitat en tenir menys superfície, i en d'altres amb una gruixuda cobertura. La majoria de les plantes del desert són tolerants a la sequera i a la sal, són conegudes amb el nom de xeròfits. Algunes emmagatzemen aigua a les seves fulles, arrels o tiges. Altres plantes tenen llargues arrels primàries que penetren en la terra mentre altres han desenvolupat llargues arrels que s'expandeixen per una àmplia zona per tal de cercar l'aigua. Existeixen també alguns petits fongs i plantes microscòpiques a la superfície del terra, que són part vital per prevenir l'erosió i donar suport a altres organismes vius.
El cactus gegant del desert de Sonora proporciona nius als ocells i són una mena d'arbres del desert. Poden arribar a viure fins a 200 anys. Als 9 anys té 15 centímetres d'altura. Després de 75 anys desenvolupa les seves primeres branques. Quan ha crescut totalment pot tenir 15 metres d'alt i pesar unes 10 tones.

## Deserts més grans de la Terra

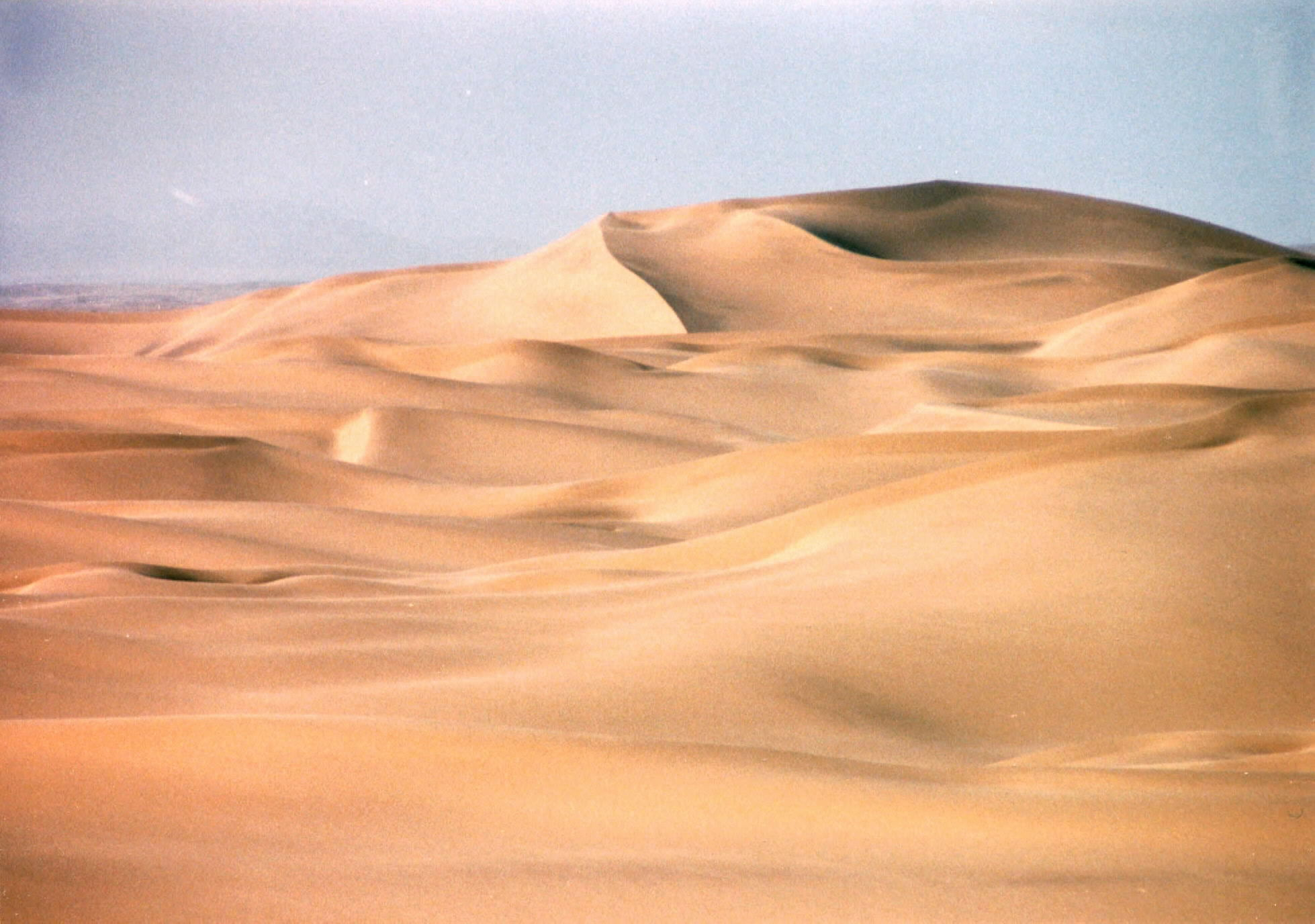
Dunes del desert de Namíbia.

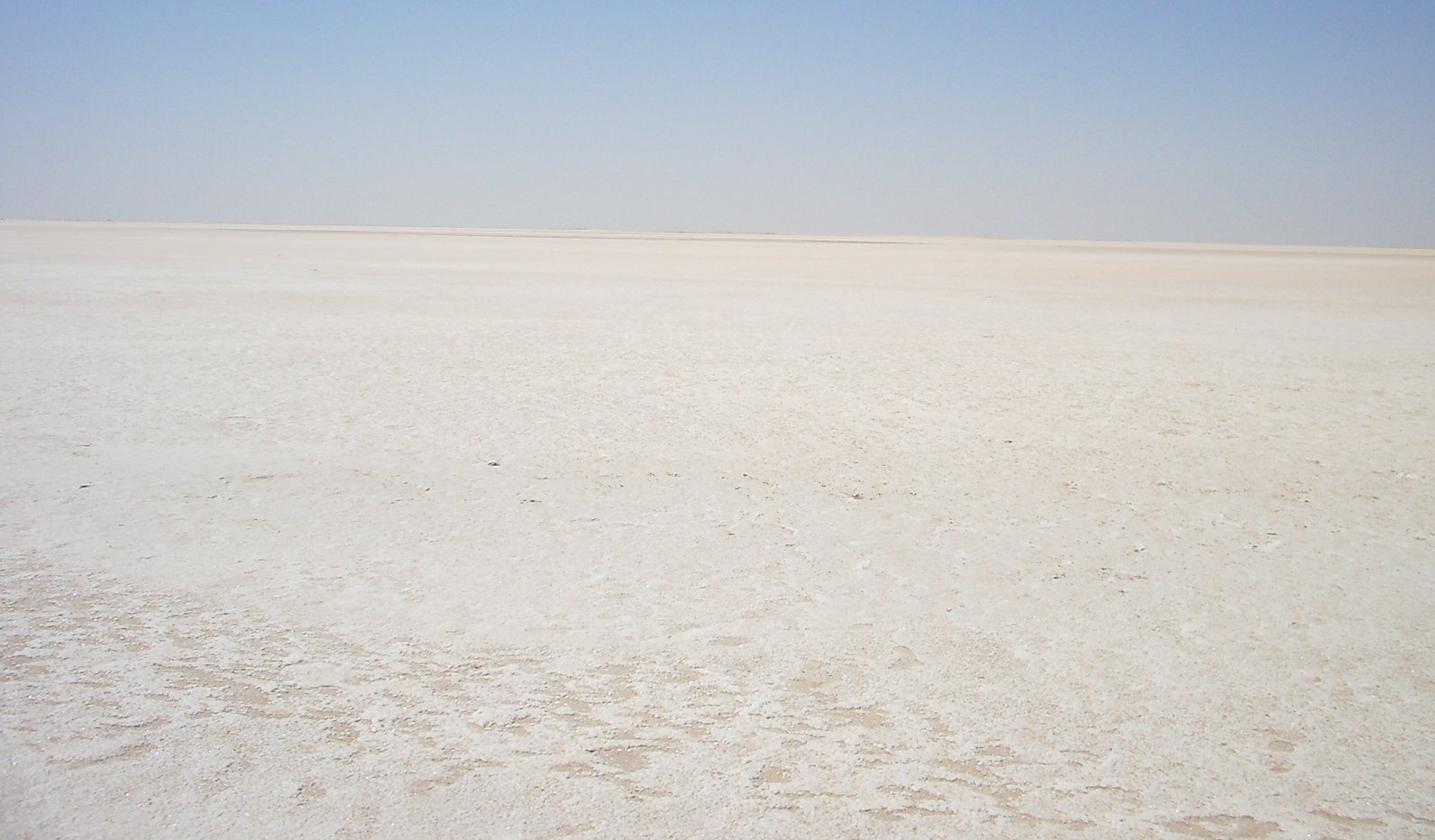
Chott El Djerid, sud-est de Tunísia, el xot més gran del món.

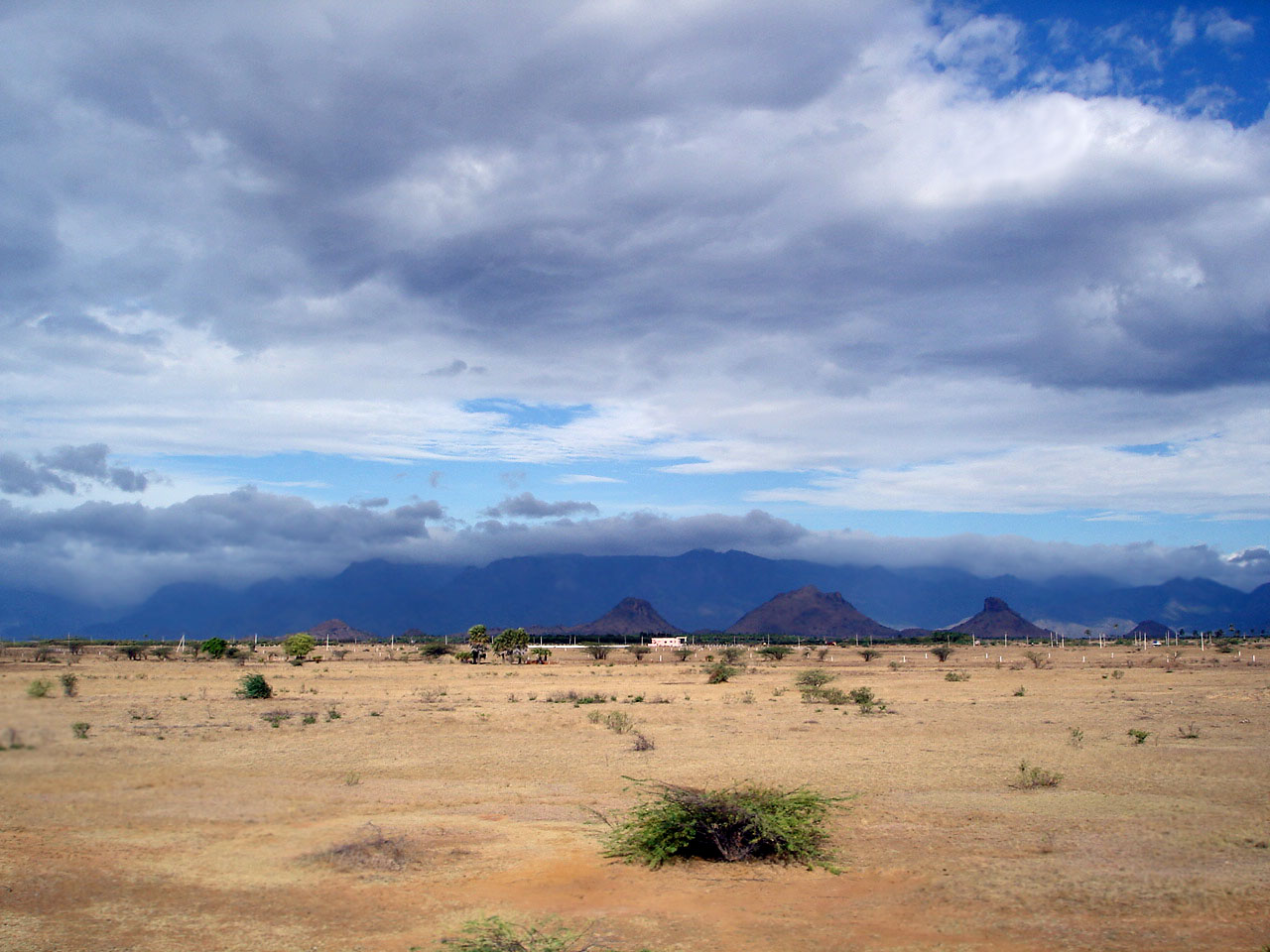
Pujols d'Agasthiyamalai a Tirunelveli (Índia) on els monsons creen una regió d'ombra de pluja.

Alguns dels deserts més grans del món són:
| Nom                | Extensió km² | País o regió                                        |
| Antàrtida          | 13.829.430   | Pol Sud                                             |
| Àrtida             | 13.700.000   | Pol Nord                                            |
| Sàhara             | 9.065.253    | nord d'Àfrica                                       |
| Australià          | 2.330.000    | Austràlia                                           |
| Líbic              | 1.680.000    | Líbia                                               |
| Aràbic             | 1.300.000    | Península Aràbiga                                   |
| Gobi               | 1.040.000    | Xina i Mongòlia                                     |
| Rub al Kali        | 647.500      | Aràbia Saudita, Emirats Àrabs Units, Oman, Iemen    |
| Gran Desert Arenós | 420.000      | Austràlia                                           |
| Victòria           | 325.000      | Austràlia                                           |
| Siri               | 324.000      | nord d'Aràbia, Iraq, Síria, Jordània                |
| Takla Makan        | 323.737      | Xina                                                |
| Sonora             | 310.800      | sud-oest dels Estats Units i nord de Mèxic          |
| Karakum            | 300.000      | Turkmenistan                                        |
| Thar               | 260.000      | Índia i Pakistan                                    |
| Kalahari           | 259.000      | Botswana, i parts de Zimbàbue, Namíbia i Sud-àfrica |
| Chihuahua          | 225.302      | nord de Mèxic i sud dels Estats Units               |
| Khizilkhum         | 225.000      | Uzbekistan i Kazakhstan                             |
| Gibson             | 220.000      | Austràlia                                           |
| Atacama            | 180.000      | Xile                                                |
| Namib              | 162.000      | Namíbia                                             |
| An Nafud           | 132.000      | Aràbia Saudita                                      |
| Simpson            | 130.000      | Austràlia                                           |
| Dasht-e-Kavir      | 77.600       | nord de l'Iran                                      |
| Mojave             | 65.000       | Estats Units                                        |
| Dasht-e-Lut        | 52.000       | est de l'Iran                                       |
| Nègueb             | 12.000       | nord d'Egipte i sud d'Israel                        |
| Uyuni              | 12.000       | Bolívia                                             |

## Vida humana als deserts

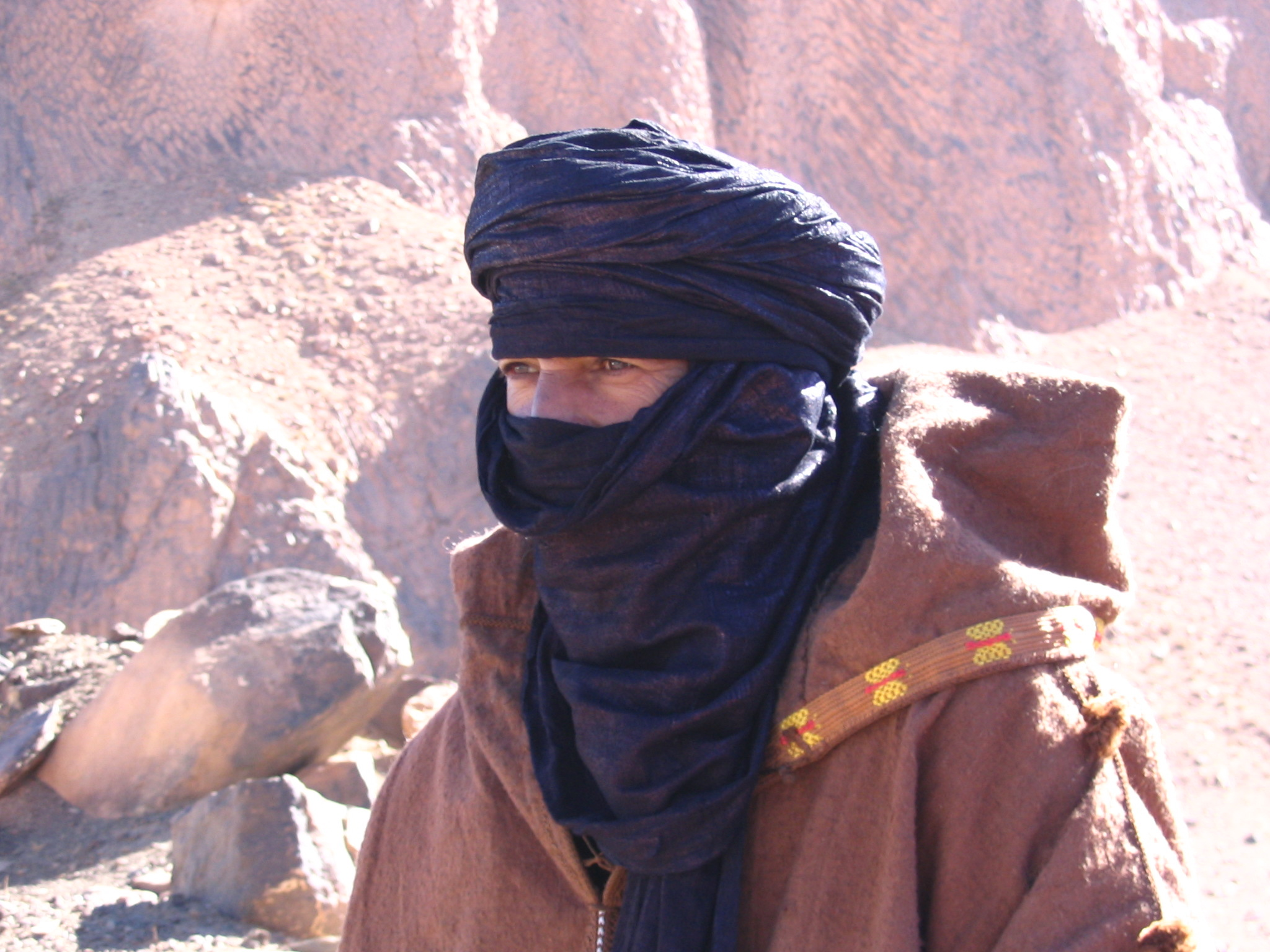
Un Tuareg.

El desert és un entorn hostil i potencialment mortal per l'espècie humana. Als deserts calents, les altes temperatures causen una ràpida pèrdua d'aigua per suor i l'absència de fonts d'aigua d'on recuperar-la pot causar deshidratació i mort en pocs dies. A més, l'espècie humana es veu desprotegida al risc de patir un cop de calor.
Els humans també s'han d'adaptar a les tempestes de sorra d'alguns deserts, no tant pels seus efectes adversos al sistema respiratori i als ulls, sinó pels seus efectes potencialment nocius a equipaments com els filtres d'aire, vehicles o equips de comunicació. Les tempestes de sorra poden durar hores, i de vegades alguns dies. Això fa difícil la supervivència al desert per l'espècie humana.
Malgrat tot, algunes cultures han fet del desert la seva llar durant milers d'anys, entre les que podem destacar els beduïns, Tuaregs i la tribu Pueblo.
La tecnologia moderna, inclosos els avançats sistemes d'irrigació, la dessalinització i l'aire condicionat han fet els deserts molt més hospitalaris. Als Estats Units i Israel, per exemple, les granges de cultiu al desert han tingut força èxit.
Als deserts freds, la hipotèrmia i la congelació són obstacles claus per a la vida humana, així com la deshidratació en l'absència d'una font de calor per desfer el gel per a poder beure. La fam també és un perill, ja que les baixes temperatures corporals fan necessària una major aportació energètica en forma d'aliment per mantenir la calor corporal i poder moure's. De la mateixa forma que succeeix als deserts calents, algunes cultures, com els Inuit, s'han adaptat a les difícils condicions dels deserts freds.
La major part de la vida humana tradicional que viu als deserts és de caràcter nòmada, ja que és necessari traslladar-se en la recerca d'aigua i la persecució de les poc freqüents pluges. Als deserts freds, es depèn, normalment, de trobar bons terrenys per a la caça i la pesca, i trobar llocs d'aixopluc davant les condicions extremes de l'hivern i on es pugui emmagatzemar bastant aliment per poder-lo passar en bones condicions. En ambdós casos, un assentament permanent requereix tant l'obtenció de fonts d'aigua i menjar, com un aixopluc adequat, o de disposar la tecnologia i fonts d'energia necessàries per assolir-ho.
Molts deserts són plans i sense objectes distintius, mancant els senyals, i formats per la repetició de les formes de relleu com dunes de sorra o els embrollats camps de gels de les glaceres. Cal molta habilitat o dispositius avançats per poder navegar en aquest tipus de paisatge, ja que és molt fàcil poder perdre's. A més, les tempestats de sorra o neu poden causar la desorientació en disminuir seriosament la visibilitat.
El perill representat pels animals salvatges als deserts no causen índexs més alts de mort que a la resta d'ambients, com la selva tropical o la sabana, per exemple. Els perills més gran en aquest sentit són l'os polar en algunes zones de l'Àrtida o la serp verinosa i l'escorpí en alguns deserts calents.

## Recursos minerals
Els deserts poden contenir gran quantitat de recursos minerals a la seva superfície. La presència de minerals en ells en determina el color. Per exemple, el color vermell d'alguns deserts de sorra és resultat de la presència de ferro i alumini.
Alguns dipòsits de mineral són formats, millorats, o preservats pels processos geològics que ocorren en terres àrides a conseqüència del clima. L'Aigua subterrània lixivia els minerals d'una mena i els diposita en zones properes al llençol freàtic. Aquest procés concentra aquests minerals de manera que poden ser minats.
L'evaporació en terres àrides enriqueix l'acumulació mineral en els seus llacs. Els llits de llac poden ser fonts de dipòsits minerals formats per l'evaporació. L'aigua que s'evapora en basses tancades precipita els minerals, per exemple guix, les sals (incloent nitrat de sodi i el clorur de sodi), i els borats. Els minerals formats en aquests dipòsits depenen de la composició i de la temperatura de les aigües salines a l'hora de la deposició.
El Desert d'Atacama de Xile és únic entre els deserts del món en la seva gran abundància de minerals salins. El nitrat de sodi s'ha minat a Atacama des de mitjans del segle xix. Gairebé 3 milions de tones van ser minats durant la Primera Guerra Mundial.
Entre els minerals valuosos situats en terres àrides trobem coure als Estats Units, Xile, el Perú, i l'Iran; minerals de ferro i plom - cinc a l'interior d'Austràlia; i dipòsits d'or, plata, i urani a Austràlia i els Estats Units. Minerals no metàl·lic com beril·li, mica, liti, argila i pedra tosca també apareixen en regions àrides. Carbonat de sodi, sulfat, borat, nitrat, liti, brom, iode, calci, i estronci es troben als sediments i salmorres pròximes a la superfície formats per l'evaporació d'aigües interiors, sovint durant èpoques geològicament recents.

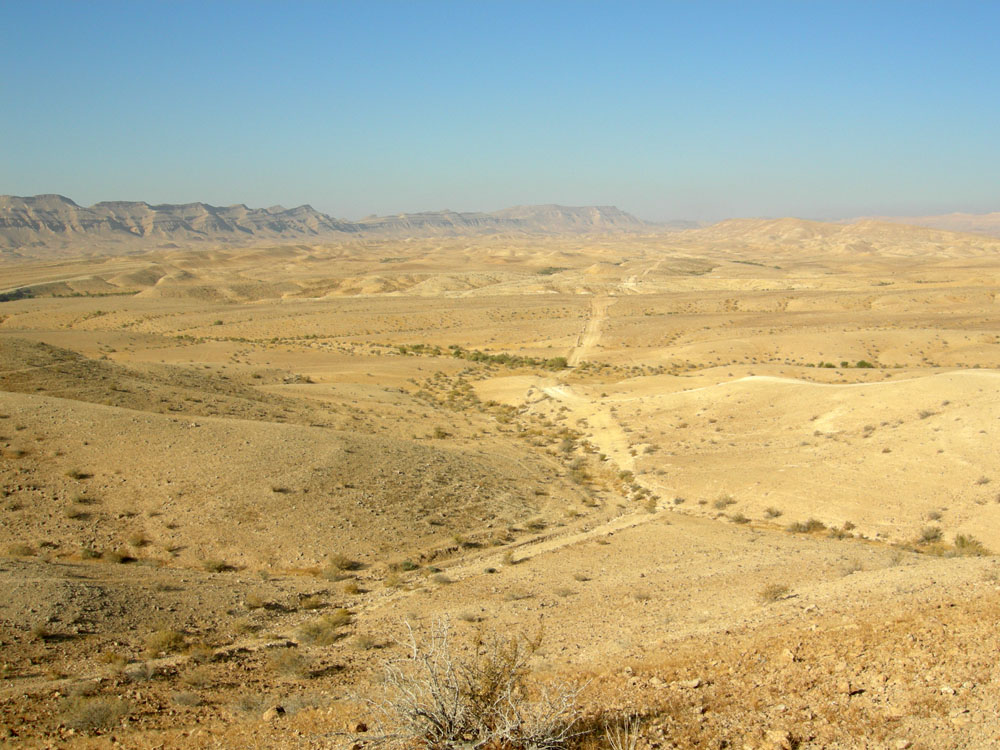
El desert de Nègueb, al sud d'Israel, és el centre de la indústria solar israelita.

Algunes de les àrees més productives en petroli de la terra es troben en regions àrides i semiàrides de l'Àfrica i de l'Orient Mitjà, encara que el camp petrolífer es va formar originalment en ambients marins baixos. El canvi de clima recent ha col·locat aquests dipòsits en un ambient àrid. És significatiu que Ghawar, el camp petrolífer més gran i més productiu del món, està majoritàriament als deserts de Rub' al Khali i al-Dahna.

## Recursos d'energia solar
Els deserts són, cada cop més, vistos com un possible recurs per l'aprofitament de l'energia solar. El desert de Nègueb i l'àrea del voltant, inclosa la vall d'Araba, són les parts més assolellades d'Israel i molt poc aprofitables per l'agricultura, fet que l'ha convertit en el centre de la indústria solar israelita. David Faiman, cap del centre nacional d'energia solar d'Israel, sosté que tota l'electricitat mundial podria ser suplerta amb el 10 per cent del desert del Sàhara. L'empresa Solel té nou camps de col·lectors solars al desert de Mojave, Califòrnia.

## Paratges desèrtics en altres planetes

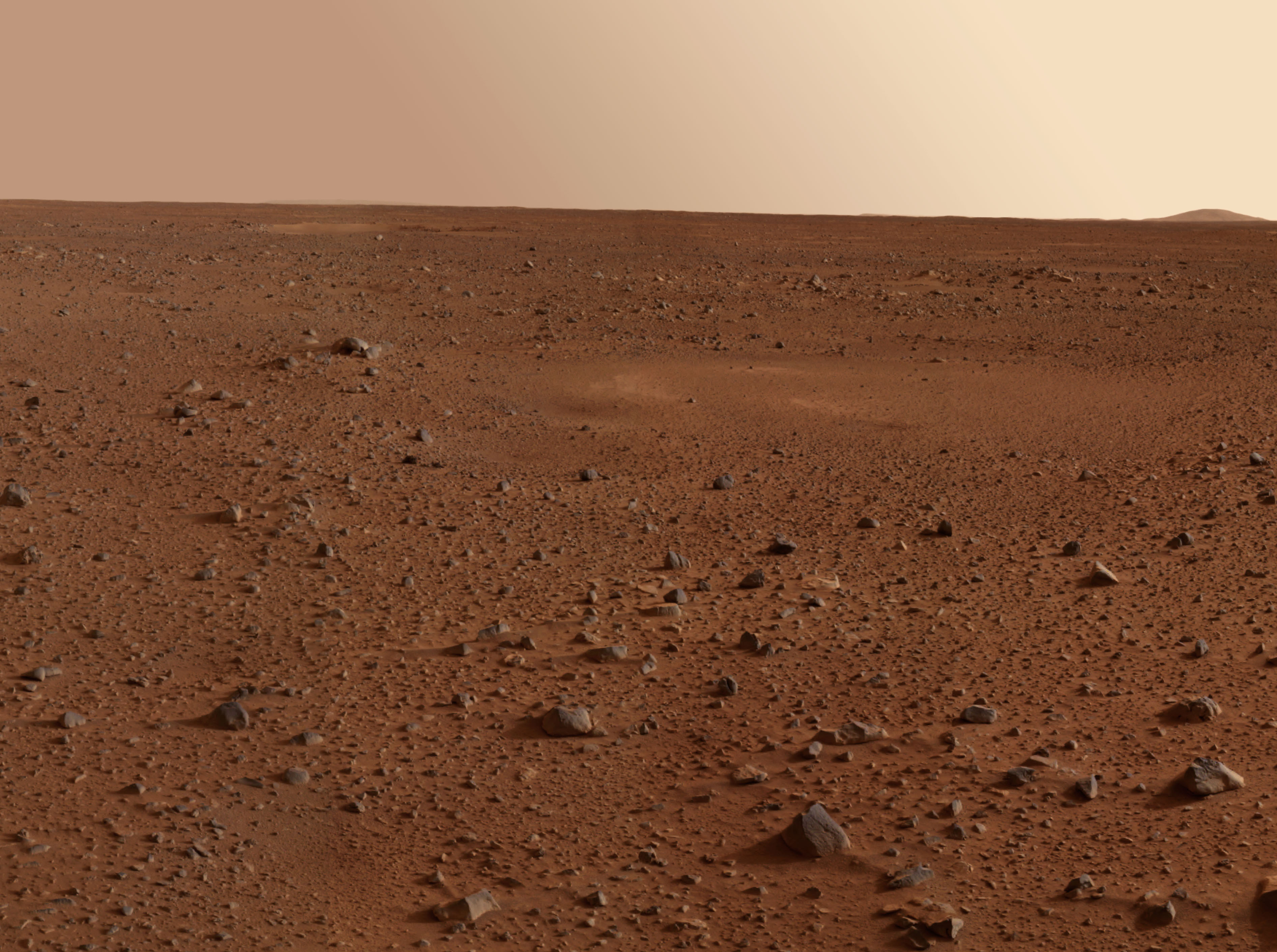
Aspecte del desert marcià vist per la sonda Spirit l'any 2004.

Mart és l'únic dels planetes del sistema solar en el que s'han identificat fenòmens eòlics. Tot i la seva pressió atmosfèrica superficial (només 1/100 de la terrestre), els patrons de circulació atmosfèrica de Mart han format un mar de sorra circumpolar amb més de 5 milions de quilòmetres quadrats, molt més gran que els deserts terrestres.
Els deserts marcians consisteixen principalment en dunes en forma de mitja lluna en àrees planes pròximes a la capa permanent de gel del pol nord del planeta. Els camps de dunes menors ocupen el fons de molts dels cràters situats a les regions polars marcianes.